# Arquati
La famiglia Arquati è un'antica casata di nobiltà generica presente in Filettino (Frosinone) almeno dal XV sec., distintasi nei secoli per le innumerevoli cariche pubbliche ed ecclesiastiche detenute dai suoi membri. Il cognome, originariamente de Arquata, potrebbe derivare dal toponimo Arquata del Tronto, da dove gli Arquati proverrebbero.

## Personaggi storici

### I giuristi appartenuti alla famiglia

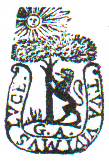
Impresa notarile di Giuseppe Arquati

Molti giuristi locali furono membri di questa schiatta: il notaio Francesco, figlio del notaio Bartolomeo,  attivo tra il 1515 e il 1528, certamente discendente del nobile Antonio Arquati, castellano di Cervara di Roma nel 1414; Giuseppe notaio tra il 1690 e il 1709; Filippo Eleuterio notaio tra il 1721 e il 1732.

### Le cariche pubbliche occupate dagli Arquati nei secoli
Si segnalano molti laici ed ecclesiastici tra coloro che ricoprirono cariche pubbliche di rilievo in Filettino: Pietro officiale nel 1656; Giuseppe, notaio, nominato Cancelliere e Segretario comunale, morto nel 1710; Gaetano eletto Depositario comunitativo nel 1745; Francesco Anacleto, figlio di Antonio e Bernardina Ciuffetti e fratello di Bernardino Stefano, menzionato come Capitano e Grasciere di Filettino nel 1762 e sindaco nel 1783; Pietro sindaco di Filettino nel 1762; Giuseppe (figlio di Liborio e Maria Pontesilli, morto nel 1784), consigliere nel 1756-1783, sindaco di Filettino nel 1768 e suo fratello Eleuterio, eletto Beneficiato della Collegiata di S.Maria Assunta di Filettino nel 1765, Segretario del Capitolo nel 1767 e nel 1768, Deputato Ecclesiastico presso il consiglio comunitativo nel periodo 1768-1776 e nel 1796, Camerlengo del Capitolo nel 1774, celebre poeta dei costumi locali; Basilio (nipote del già menzionato sindaco Pietro Arquati), figlio di Gregorio, eletto Consigliere vitalizio ereditario della comunità nel 1832; Carlo Giuseppe figlio di Basilio eletto Consigliere e Anziano nel 1843; Vincenzo Priore della comunità nel 1831 e suo figlio Francesco Consigliere rientrato nella terna per la nomina a Priore nel 1851; nel 1846 Francesco aveva sposato la romana Giuditta Tavani che, ventuno anni dopo, il 25 ottobre 1867, fu unitamente al marito uccisa in Roma a colpi di baionetta da uno zuavo delle truppe francesi che ostacolarono la spedizione di Garibaldi sull'Urbe. Caddero così vittime dei loro ideali di patriottismo e i loro resti mortali furono traslati nel 1939 nell'ossario del Colle del Pino sul Gianicolo.

### Gli uomini di Chiesa
La casata noverò, oltre ai già ricordati, gli ecclesiastici: don Mariano, figlio di Santo, Abate di S.Nicola di Filettino e Camerlengo nel 1767; don Carlo, figlio di Pietro e nipote ex fratre dell'abate Mariano Arquati, fu Camerlengo e Segretario del Capitolo fino al 1811, Deputato ecclesiastico nel consiglio comunitativo, abate di S.Nicola; don Giovanni Lorenzo rettore della chiesa padronata degli Arquati di S.Giovanni Battista nel 1734; don Romano, sacerdote Beneficiato dell'insigne Collegiata di S.Eustachio in Roma, nominato tale con pergamena di Papa Clemente XII del 1724; don Gregorio, figlio di Basilio, nominato Beneficiato della cappella della SS. Trinità di jus patronatus degli Arquati e segnalato come tale ancora nel 1860.

## Giuspatronati

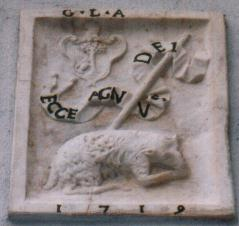
Stemma degli Arquati sul portale della Chiesa di S.Giovanni Battista di Filettino ed "Agnus Dei"

La famiglia godeva da tempo immemorabile di uno jus patronatus nella Collegiata di S.Maria Assunta di Filettino attestato ancora nel 1603 e terminato per via della rimozione dell'altare. Nel 1662 godeva già dello jus patronatus sulla cappella del Crocefisso detta SS.Trinità nella medesima Collegiata e nell'anno 1600 era già insignita dello jus patronatus dell'antica Chiesa di S.Giovanni Battista, sulla facciata della quale il rettore don Giovanni Lorenzo Arquati fece affiggere nel 1719 lo stemma gentilizio timbrato da elmo a visiera aperta posto di pieno profilo a destra, tipico dei nobili patrizi, con due pennacchi simboleggianti la nobiltà cittadina. Lo stemma degli Arquati campeggia anche sull'altare maggiore della stessa chiesa, timbrato da corona patriziale. Nel 1726 il sacerdote Francesco Arquati fu investito dello jus patronatus della Chiesa della SS.Trinità di Filettino, in Via dei Colli Santi; questi la ampliò, la restaurò e la fornì di paramenti e di suppellettili sacre, unendovi un congruo patrimonio per la manutenzione; anche il patronato di questa chiesa rimase agli Arquati.

## Fonti
- Archivio Parrocchiale della Collegiata di S.Maria Assunta di Filettino